# Witold Wegner
Witold Wegner (ur. 6 sierpnia 1894 w Kaliszanach, zm. 14 lipca 1920 w Holszanach) – kapitan piechoty Wojska Polskiego, powstaniec wielkopolski i uczestnik wojny polsko-bolszewickiej.

## Życiorys
Pochodził z rodziny rolniczej o tradycjach patriotycznych: Józefa Wegnera i Katarzyny ze Słomińskich. Uczył się najpierw w ewangelickiej szkole elementarnej, potem w gimnazjum w Wągrowcu i w końcu w gimnazjum humanistycznym w Międzyrzeczu. Kolejny etap jego edukacji – naukę zawodu aptekarza w Poznaniu przerwał wybuch I wojny światowej. Zmobilizowany do armii pruskiej służył w różnych jednostkach taborów na froncie wschodnim, a w 1918 r. trafił także na front zachodni. Pod koniec wojny przebywał na kursie aspirantów oficerskich, 13 września 1918 r. mianowany został podporucznikiem i wyznaczony na dowódcę plutonu.
Wybuch powstania wielkopolskiego zastał go u rodziny w Buku, gdzie mieszkali jego dziadkowie i tymczasowo matka. W grudniu 1918 r. został zaangażowany przez Kazimierza Zenktelera do tworzenia oddziałów powstańczych, a 5 stycznia 1919 r. mianowano go komendantem Buku i dowódcą kompanii bukowskiej. Brał udział w walkach o Zbąszyń, Wolsztyn, pod Wielkim Grójcem i w bitwie o Kopanicę. 1 kwietnia 1919 awansowany został na stopień porucznika.
Po zakończeniu powstania wielkopolskiego uczestniczył w wojnie polsko-bolszewickiej. Zawsze dbał o swoich żołnierzy i był wśród nich bardzo popularny. 4 lipca 1920, jako podporucznik i dowódca II batalionu 159 Pułku Piechoty Wielkopolskiej został ranny w czasie bitwy nad Dołhem, dostał się do bolszewickiej niewoli i został zamordowany. Oficjalnie został uznany za zmarłego 14 lipca 1920 w miejscowości Holszany.
Według innej wersji latem 1920 w trakcie odwrotu próbował przedostać się w cywilnym ubraniu do linii polskich. Niestety został schwytany przez Rosjan i 10 sierpnia 1920 rozstrzelany w Wilnie. W 1929 został oficjalnie uznany za zmarłego. W 1937 pośmiertnie awansowany na stopień kapitana.
Był odznaczony Krzyżem Żelaznym II klasy i odznaką pamiątkową 74 pp. Rodziny nie założył.

## Upamiętnienie
Jest patronem ulicy w Buku. Na budynku mieszczącego się tam przedszkola jest jego wizerunek w formie płaskorzeźby.

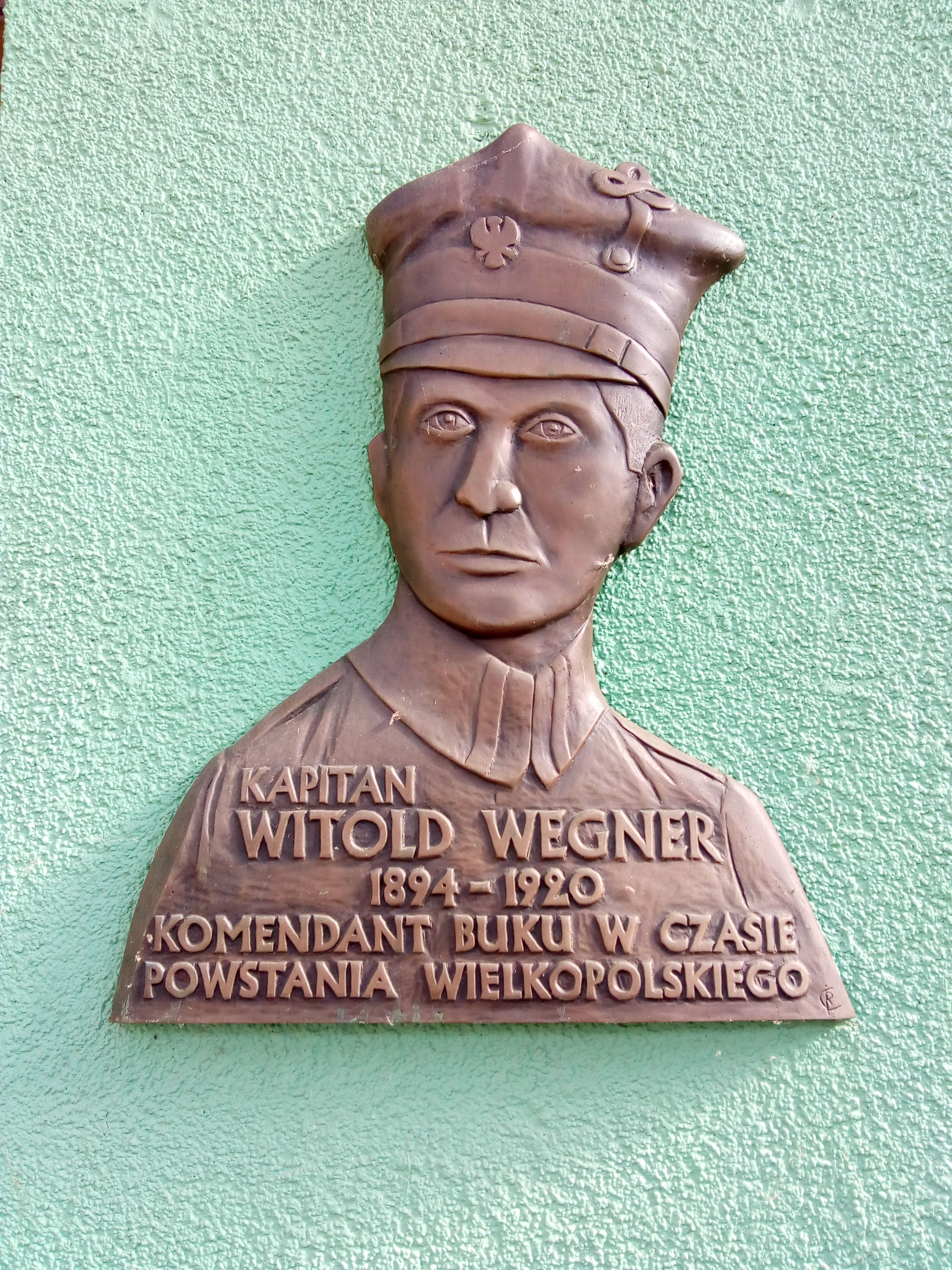
Witold Wegner - tablica pamiątkowa